# Franciszek Pająk (oficer)
Franciszek Pająk (ur. 14 grudnia 1896, zm. 4 listopada 1962 w Londynie) – major piechoty Wojska Polskiego.

## Życiorys
Do Wojska Polskiego został przyjęty z byłej armii austro-węgierskiej. 1 czerwca 1921, w stopniu porucznika, służył w 2 Armii, a jego oddziałem macierzystym był 37 Pułk Piechoty. 3 maja 1922 został zweryfikowany w stopniu porucznika ze starszeństwem z 1 czerwca 1919 i 1242. lokatą w korpusie oficerów piechoty, a jego oddziałem macierzystym był nadal 37 pp. Później został przeniesiony do 81 Pułku Piechoty w Grodnie i przydzielony do Szkoły Podchorążych Piechoty w Ostrowi Mazowieckiej. W 1923 pełnił służbę na stanowisku oficera 1. kompanii, a w następnym roku oficera 2. kompanii. 1 grudnia 1924 został mianowany kapitanem ze starszeństwem z 15 sierpnia 1924 i 483. lokatą w korpusie oficerów piechoty. W roku szkolnym 1925/26 był dowódcą 1. kompanii Oficerskiej Szkoły Piechoty (II rocznik), w roku szkolnym 1926/27 i 1927/28 – dowódcą 5. kompanii Oficerskiej Szkoły Piechoty (I, a następnie II rocznik absolwentów V promocji). Z dniem 15 sierpnia 1928 został przeniesiony do 73 Pułku Piechoty w Katowicach. W czerwcu 1934 został przeniesiony do Korpusu Ochrony Pogranicza i przydzielony do Batalionu KOP „Stołpce” na stanowisko dowódcy 1 kompanii granicznej „Mikołajewszczyzna”. 27 czerwca 1935 został mianowany majorem ze starszeństwem z 1 stycznia 1935 i 29. lokatą w korpusie oficerów piechoty, a w sierpniu tego roku przeniesiony z KOP do 79 Pułku Piechoty w Słonimie na stanowisko dowódcy batalionu. Późnie został przesunięty na stanowisko kwatermistrza.
W czasie kampanii wrześniowej 1939 dowodził batalionem marszowym 80 Pułku Piechoty, który został włączony w skład Zgrupowania „Drohiczyn” i 11 września wymaszerował ze Słonimia. 15 września dotarł do rejonu Chomska. W następnych dniach, po dołączeniu oddziałów wycofywanych z Prużan, objął dowództwo pułku piechoty, który posługiwał się kryptonimem „Rar” lub „Rarańcza”. 25 września dowodzony przez niego oddział wymaszerował z Dubeczna do Butmer, a następnie w kierunku Włodawy. Po reorganizacji, zarządzonej 28 września, dowodzony przez niego oddział otrzymał nazwę „180 Pułk Piechoty” i wszedł w skład 50 Dywizji Piechoty. Na jego czele walczył w bitwie pod Kockiem. Po kapitulacji oddziałów Samodzielnej Grupy Operacyjnej „Polesie” dostał się do niemieckiej niewoli. Przebywał w Oflagu II C Woldenberg .
Zmarł 4 listopada 1962 w Londynie.

## Ordery i odznaczenia
- Krzyż Walecznych[22]
- Srebrny Krzyż Zasługi[22]